# Talking Heads
Talking Heads – amerykańska grupa rockowa powstała ok. 1974/1975 roku. Członkowie nowojorskiej sceny punkowej, skupionej wokół klubu CBGB's, pionierzy nowej fali i post-punka. Grupa zdobyła popularność na przełomie lat 70. i 80., grając muzykę utrzymaną w nurcie nowej fali. Z czasem, m.in. dzięki współpracy z Brianem Eno, rozwinęła tę formułę. Albumy Fear of Music i Remain in Light wielu krytyków uznało za najlepsze w latach 1979 i 1980. W 1991 roku zespół rozpadł się, ale jego członkowie nadal ze sobą współpracują w innych projektach muzycznych (Tom Tom Club, The Heads).
W 2002 roku zespół został wprowadzony do Rock and Roll Hall of Fame.

## Ostatni skład
- David Byrne – gitara, śpiew
- Chris Frantz – perkusja
- Jerry Harrison(inne języki) – instrumenty klawiszowe, gitara
- Tina Weymouth(inne języki) – gitara basowa

## Dyskografia
- Talking Heads: 77 (1977)
- More Songs About Buildings and Food (1978)
- Fear of Music (1979)
- Remain in Light (1980)
- The Name of This Band Is Talking Heads [live] (1982)
- Speaking in Tongues (1983)
- Stop Making Sense [wraz z filmem muzycznym Jonathana Demme pod tym samym tytułem ukazała się płyta koncertowa] (1984)
- Little Creatures (1985)
- True Stories (1986)
- Naked (1988)
- Sand in the Vaseline: Popular Favorites (1992)
- Once in a Lifetime (2003)
- The Best of Talking Heads (2004)
- Talking Heads (album)(inne języki) (2005)
- Bonus Rarities and Outtakes(inne języki) (2006)